# لاتينية جديدة
اللاتينية الجديدة (New Latin)، وتُسمى أيضا النيولاتينية (Neo-Latin) أو اللاتينية الحديثة (Modern Latin)، هي إعادة إحياء لاستعمال اللغة اللاتينية في الأعمال العلمية ما بين الأعوام 1375 و1900. فالمفردات العلمية والتقنية الحديثة على سبيل المثال، كالتي في علم التصنيف الحيواني والنباتي، مستسقاة على نطاق واسع من المعجم اللاتيني الجديد. يستعمل دارسو العصر الكلاسيكي مصطلح النيولاتينية للإشارة إلى اللاتينية التي نمت في إيطاليا عصرِ النهضة عَقِبَ الاهتمام المستجَدّ بالحضارة الكلاسيكية خلال القرنين الـ14 والـ15 م. تشير النيولاتينية أيضا إلى استعمال اللغة اللاتينية لأي غرض، علميا كان أو أدبيا، خلال وبعد عصر النهضة. بالرغم من أن كلا اللغتين اللاتينية واللاتينية الجديدة لغتين ميتتين (ليستا اللغة الأم لأي مجموعة بشرية)، إلا أن جزءا كبيرا من معجميهما تسرب للغات الجرمانية، كالإنجليزية والألمانية، بل وحتى اللغات السامية، كالعربية.

## التاريخ

### البدايات
بدأت اللاتينية الجديدة في إيطاليا مع ظهور اللاتينية في عصر النهضة وإصلاح التعليم اللاتيني من منظور إنساني، ثم برزت في شمال أوروبا على يد كتّاب كإراسموس ومور وكوليت.
تُعد اللاتينية في العصور الوسطى لغة العمل الفعلية للكنيسة الرومانية الكاثوليكية، وكانت تُدرَّس في جميع أنحاء أوروبا لرجال الدين من خلال النظام الجامعي في العصور الوسطى. كانت لغة مرنة، مع العديد من المصطلحات الجديدة. كانت التغييرات في الممارسات النحوية في ما يتعلق بالنحو والعناصر الأخرى كحروف العطف قد أصبحت راسخة.
عزز عصر النهضة مكانة اللغة اللاتينية كلغة منطوقة ومكتوبة من خلال المنح الدراسية التي قام بها علماء الإنسانيات في عصر النهضة. على الرغم من أن المنح الدراسية ركزت في البداية على النصوص اليونانية القديمة، إلا أن بيترارك وآخرين بدأوا في تغيير فهمهم للأسلوب الجيد واستخدامهم للغة اللاتينية أثناء استكشافهم لنصوص العالم اللاتيني الكلاسيكي. تطورت مهارات النقد النصي لخلق نسخ أكثر دقة للنصوص الموجودة خلال القرنين الخامس عشر والسادس عشر، وأعيد اكتشاف بعض النصوص المهمة. ونُشرت نسخ شاملة لأعمال المؤلفين على يد إسحاق كاساوبون وجوزيف سكاليغر وغيرهما.
أدى الطلب على المخطوطات أولًا، ثم الاندفاع في إخراج الأعمال إلى الطباعة، إلى تداول نسخ غير دقيقة لعدة قرون تالية على الرغم من العمل الدقيق الذي قام به بترارك وبولتيان وغيرهما.
بدأ المصلحون الإنسانيون في إنشاء مجموعة من أعمال الأدب اللاتيني خارج حدود الكنيسة. مع ذلك، كانت دراسات الترجمات الكتابية ونقدها محور تركيز خاص ومهم للنزعة الإنسانية المبكرة، في إيطاليا وخارجها
سعى هؤلاء أيضًا في الوقت نفسه إلى تنقية قواعد اللغة اللاتينية وأسلوبها، وجعل اللاتينية قابلة للتطبيق على اهتمامات خارج نطاق الكنيسة.
تضم قائمة الكتاب اللاتينيين الجدد البارزين الذين أُعجبوا بأسلوبهم في هذه الفترة المبكرة بونتانو وبترارك وسالوتاتي وبروني وفيسينو وبيكو ديلا ميراندولا في إيطاليا، والإسباني خوان لويس فيفيس، وفي شمال أوروبا سيلتيس الألماني.
كانت بعض المدارس في أواخر القرن الرابع عشر الميلادي تستخدم المعايير الإيطالية الجديدة للغة اللاتينية. قام إيراسموس وتلاميذ آخرون بالترويج للمعايير التعليمية واللاتينية الجديدة. رسخت البلاد المنخفضة مكانتها كمركز رائد في النزعة الإنسانية واللاتينية الجديدة، اشتهرت روتردام ولوفين بشكل خاص بهذه التيارات الفكرية.
تطورت اللاتينية الحديثة قبل اللغات العامية وبالتوازي معها، ولكن ليس بالضرورة في منافسة مباشرة معها، كان نفس الأشخاص في كثير من الأحيان يقومون بتدوين وتعزيز كل من اللغة اللاتينية واللغات العامية، في عملية توحيد لغوي أوسع نطاقًا بعد العصور الوسطى. على هذا النحو، يمكن اعتبارها أول «لغة أوروبية حديثة».
تجدر الإشارة أيضًا إلى أنه بالنسبة للمصلحين الإيطاليين للغة اللاتينية المكتوبة، لم يكن هناك فصل واضح بين الإيطالية واللاتينية، فقد كان ينظر إلى الأخيرة من قبل بترارك على سبيل المثال على أنها نسخة مصطنعة وأدبية من اللغة المنطوقة. بدأ استخدام الإيطالية في هذه الفترة أيضًا كلغة مكتوبة منفصلة، إلا أنه لم يكن ينظر إليها دائمًا على أنها منفصلة تمامًا عن اللاتينية.

### الذروة: 1500-1700
عزز الإصلاح البروتستانتي (1520-1580) طرق التعليم العلماني الجديدة للغة اللاتينية، على الرغم من أنه أزال اللاتينية نفسها من طقوس كنائس شمال أوروبا.
بلغت اللاتينية الجديدة أوج ازدهارها في الفترة ما بين عامي 1500 و1700، عندما كانت اللاتينية في العصور الوسطى استمرارًا للتقاليد اللاتينية نفسها، إذ كانت اللغة المشتركة للعلوم والطب والخطاب القانوني واللاهوت والتعليم، وإلى حد ما الدبلوماسية في أوروبا. تزامن ذلك مع نمو الأدب المطبوع؛ إذ هيمنت اللاتينية على النشر في وقت مبكر. نُشرت أعمال كلاسيكية كيوتوبيا لتوماس مور. تشمل قائمة الكتّاب البارزين الآخرين في هذه الفترة الهولنديين غروتيوس وسيكوندوس والإسكتلندي جورج بوكانان. كتبت النساء الشعر ونظمته باللاتينية، رغم أنه كان نادرًا ما يُنشر لهن، وكانت إليزابيث جين ويستون أشهر مثال على ذلك.

### اللاتينية في التعليم المدرسي 1500-1700
كانت اللغة اللاتينية طوال هذه الفترة مادة دراسية عالمية، بل كانت المادة الأبرز في التعليم الابتدائي في معظم أنحاء أوروبا وغيرها من أماكن العالم التي تشترك في ثقافتها. عُرفت المدارس بمختلف أنواعها باسم المدارس النحوية في بريطانيا، والمدارس اللاتينية في فرنسا وألمانيا وهولندا وأمريكا الشمالية المستعمرة، وكذلك مدارس الجمنازيا في ألمانيا والعديد من البلدان الأخرى.
كانت اللاتينية في كثير من الأحيان هي الوسيلة العادية للتعليم، سواء لتعليم اللغة اللاتينية أو المواد الأخرى. كانت الطلاقة في اللغة اللاتينية المنطوقة هدفًا بالإضافة إلى القدرة على القراءة والكتابة. يستدل على ذلك بالتركيز على استخدام علامات التشكيل للحفاظ على فهم كمية حروف العلة، وهو أمر مهم شفهيًا، وكذلك على استخدام الألفاظ العامية لتعليم الأطفال، والتي من شأنها أن تساعد على تزويد المتعلم بالمفردات المنطوقة للمواضيع الشائعة، مثل اللعب والألعاب، والأعمال المنزلية ووصف السفر. كانت اللاتينية تُدرّس باختصار «كلغة عادية تمامًا» لاستخدامها كأي لغة أخرى. كانت الندوات تتضمن أيضًا تعليمًا أخلاقيًا. وعلى مستوى أعلى، ساعدت ندوات إيراسموس على تزويد المتحدثين باللاتينية بعبارات مهذبة وراقية، ووسائل لمناقشة المزيد من الموضوعات الفلسفية.